# Linda Medalen
Linda Medalen (Sandnes, 17 giugno 1965) è un'ex calciatrice norvegese.

## Carriera
Una delle più apprezzate calciatrici della nazionale norvegese, chiuse la sua carriera con 152 presenze e 64 reti. Fece parte delle squadra norvegese vincitrice dell'edizione 1993 degli Europei Femminili e 1995 del Campionato mondiale femminile di calcio.
Giocò la maggior parte della sua carriera in Norvegia con la squadra Asker Fotball e si ritirò nel 2006, all'età di 41 anni. Trascorse sette stagioni in Giappone con il Nikko. Iniziò la sua carriera come attaccante, ma appena iniziò l'ascesa, la sua posizione si spostò più indietro sul campo, arrivando verso la fine della carriera al centro della difesa.
Oltre a giocare a calcio, Linda Medalen lavora nella polizia ufficiale. Nel 2007 fu eletta nel consiglio comunale di Asker con il Partito Conservatore. Medalen è apertamente lesbica; fece il coming out in un articolo apparso su Se og Hør a giugno 1999. Il 16 giugno 2012 sposò Trude Flan.

## Palmarès

### Nazionale
- Campionato mondiale: 1

1995